# Kötél Zsuzsanna
Kötél Zsuzsanna (Pollhamer Ernőné; Szombathely, 1931. január 24. – Székesfehérvár, 2020. január 18.) magyar mezőgazdasági mérnök, növénynemesítő. 

## Élete
Kötél Antal és Marton Erzsébet lányaként született. Középiskolai tanulmányait követően az Agrártudományi Egyetemre jelentkezett, ahol mezőgazdasági mérnöki oklevelet szerzett. 1969-ben doktorált, később a mezőgazdasági tudomány kandidátusa (1987) és az MTA doktora (2003) tudományos fokozatokat is megszerezte.
Szakmai pályáját kutatóként kezdte: érettségi után csaknem két évtizeden át (1950–1969) volt a Növénytermesztési Kutatóintézet, illetve az MTA martonvásári Mezőgazdasági Kutatóintézete tud. segédmunkatársa. (1950–1969) és a Búza-minőségvizsgálati Laboratórium vezetője (1959-től). Doktorálása évében ugyanott tudományos munkatárssá lépett elő. 1986-tól 1994-ig a székesfehérvári Sütőipari Vállalat tudományos tanácsadója és a technológiai laboratórium vezetője volt, 1994-ben pedig egy önálló üzleti vállalkozás, az Album Castrum Bt. vezetője lett.
Munkássága során főleg gabonafélék, ezek közül is elsősorban a búza minőségvizsgálatával, nemesítésével foglalkozott. Vezető szerepet játszott az egészségesebb táplálkozást szolgáló, idehaza annak idején még újszerűnek számító élelmiszerek – magvas termékek, müzlifélék, korszerűbb receptúrájú száraztészták stb. – kifejlesztésében, de sokat foglalkozott mezőgazdasági nyersanyagok agrotechnikájának kidolgozásával is, a gyakorlati – sütőipari – alkalmazási-hasznosítási területekre összpontosítva.
Eredményes eljárást dolgozott ki az intenzív agrotechnika következtében enzimszegénnyé vált lisztek javítására. Nevéhez fűződik a buláta – csírázott búzából, extrudált eljárással készült biotermék – kifejlesztése. Ez utóbbi gyártására Székesfehérvárott új kísérleti laboratóriumot is kialakított, illetve szolgálati szabadalomként további 15 új termék technológiai eljárását dolgozta ki.
A Sütőipari Vállalat privatizációja után saját betéti társasága élén folytatta korábbi nemesítési kutatásait. Növénynemesítőként 5 martonvásári árpafajta és 15 őszi búzafajta társnemesítője volt. 1996-tól új típusú, speciális minőségű búzaanyag önálló szelekcióját is végezte: 1998-ban önálló tavaszibúza-fajtaként ismerték el a kiváló minőséget adó Castrum 1 fajtáját, öt általa nemesített, teljes kiőrlésre alkalmas, világos héjú őszibúza-vonal pedig fajtajelölti minősítést kapott. Új eljárást dolgozott ki továbbá a búza mikroelem-tartalmának növelésére egyes speciális mikroelemek tekintetében, a 2000-es évek elejére már 500 hektár búza ilyen kezelését sikerült megoldani. Ebből az alapanyagból állíthatók elő mikroelemekben (például szelénben) gazdag sütőipari termékek.

## Elismerései
- Jedlik Ányos-díj (2004).

## Magánélete
1951. szeptember 19-én kötött házasságot Pollhamer Ernővel, aki pályatársa és kollégája, mezőgazdasági mérnök és növénynemesítő, valamint 1979-től úgyszintén az MTA doktora cím birtokosa volt. Egy fiuk született, Pollhamer Norbert.

## Főbb művei

### Tudományos munkák
- Az aratás ideje és a búza minősége (Agrártudomány, 1954)
- A nitrogén-fejtrágyázás hatása a búza minőségére (MTA IV. Osztálya Közleményei, 1965. 1-2.)
- A különböző időben adagolt műtrágyák hatásának vizsgálata az őszi búzafajták minőségére. Egyetemi doktori értekezés. (Gödöllő, 1969)
- A búza minősége a különböző agrotechnikai kísérletekben. Martonvásár, 1963–1971 (Bp., Akadémiai Kiadó, 1973)
- A buláta hatása a búza minőségére (Élelmezési Ipar, 1979. 6.)
- Adalékanyagok hatása a búzaliszt minőségére (Élelmezési Ipar, 1981. 2.)
- A búza és a liszt minősége (Bp., Mezőgazdasági Kiadó, 1981)
- A buláta hatása a búza örökletes és környezeti tényezőkön alapuló minőségváltozásaira. Cikkgyűjtemény. Összeáll. (Martonvásár, 1982)
- A száraztészta és minősége. Cikkgyűjtemény. Összeáll. (Martonvásár, 1983)
- A Zeleny-módszer újabb módosítása és bírálata (Élelmezési Ipar, 1985. 2.)
- A búza minősége, céltudatos minőségjavítása és feldolgozása (Martonvásár, 1986)
- A búza. Legújabb minőségvizsgálati eredmények (Bp., Akadémiai Kiadó, 1988)
- Effect of Irrigation on the Quality of Winter Wheat Cultivars. Kajdi Ferenccel. (Acta Agronomica Óváriensis, 1994. 1-2.)
- Száraztészta-kísérletek legújabb eredményei. 1–2. (Élelmezési Ipar, 1999. 9.–1999. 11.)
- Az egészségesebb táplálkozás elősegítése, fajtától a késztermékig. Doktori értekezés. (Martonvásár, 1999)
- Táplálkozzunk egészségesebben gabona alapú termékekkel! (Bp., Szaktudás Kiadó, 2001)

### Népszerű írások
- Bulátás, korpás, ropogós. Főző Istvánnéval és Sugár Lászlóval. (Sütőipar, 1983. 3.)
- Üzemi sütési kísérletek bulátával. (Sütőipar, 1984. 2.)
- Száraz és csapadékos nyári időjárás hatása az őszi búzafajták minőségére. (Sütőipar, 1985. 3.)
- Őszi búzafajták sikérerőssége. (Sütőipar, 1985. 4.)
- Zab és az egészség. (Biokultúra, 1994)
- Esésszám a gyakorlatban. (Molnárok Lapja, 1998. 3.)
- Sütőipari termékek, tésztafélék gazdagítása „természetes kalciummal”. (Sütőipar, 1999. 2.)
- A biológiailag értékesebb, nagy ásványi anyag tartalmú élelmiszer-ipari alapanyagok búzanemesítési törzsekben történő vizsgálata a szem szeletelése által. Kajdi Ferenccel. (Mag, kutatás, fejlesztés és környezet, 2005. 1.)
- Táplálkozzunk egészségesebben szeléntartalmú termékekkel! (Sütőiparosok, pékek, 2005. 4.).